# ニッダ

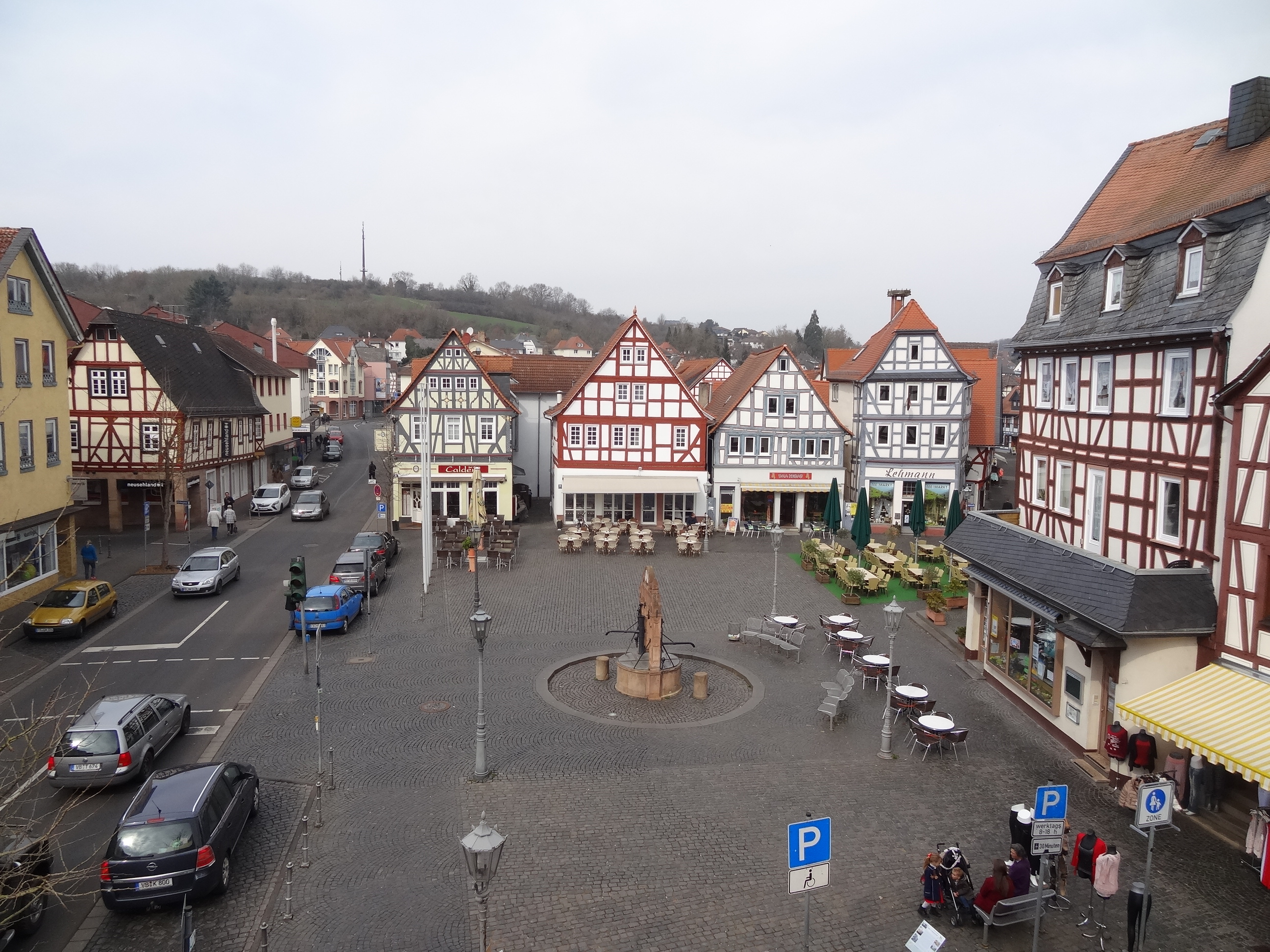
ニッダのマルクト広場

ニッダ (ドイツ語: Nidda, ドイツ語発音: [ˈnɪda]) は、ドイツ連邦共和国ヘッセン州ヴェッテラウ郡に属す市である。本市はウンテラー・フォーゲルスベルク自然地域に属している。市の名前は、ニッダ川に由来する。

## 地理

### 隣接する市町村
ニッダ市は、北はラウバッハ（ギーセン郡）、東はショッテン（フォーゲルスベルク郡）およびヒルツェンハイン、南はオルテンベルクおよびランシュタット、南西はエヒツェル、西はヴェルファースハイム（以上、ヴェッテラウ郡）およびフンゲン（ギーセン郡）と境を接している。

### 市の構成
ニッダ市は、バート・ザルツハウゼン、ボルスドルフ、アイヒェルスドルフ、ファウアーバッハ、ガイス＝ニッダ、ハルプ、コーデン、ミヒェルナウ、ニッダ、オーバー＝ライス（ウンター＝ライス集落を含む）、オーバー＝シュミッテン、オーバー＝ヴィッダースハイム、シュヴィッカーツハウゼン、シュトルンフェルス、ウルファ、ウンター＝シュミッテン、ウンター＝ヴィッダースハイム、ヴァレルンハウゼンの 18市区で構成される。

## 歴史
ニッダは、802年から817年までの間に Nitaha として初めて文献に記録され、その後 Nithehe（1187年）、Nitehe（1206年）、Nitehehe（1234年）と表記された。自由貴族フォルコルト2世は（もしかすると父親のフォルコルト1世フォン・マールスブルクからすでにそうであったかもしれないのだが）、フルダ帝国修道院のヴェッテラウ北部所領の代官となり、1100年頃にニッダに環状の水城を建設した。フォルコルト2世はフルダのビンゲンハイム城からニッダに居館を移し、ニッダ伯家を創設した。シュタウフェン朝の皇帝達はこの城を傍らを通る通商路の保護に利用した。この城はニッダがヘッセン＝ダルムシュタット方伯領となった1604年以降の早い時期に取り壊され、ルネサンス様式の城館に建て替えられた。
1187年、ニッダ伯ベルトルト2世はニッダ教会区を少なからぬ土地とともに聖ヨハネ騎士団に移譲し、騎士団はニッダに騎士修道会管区を創設した。その後建設された騎士団の住居やオフィスは、その後数世紀にわたって本市の光景となった。
1205年にツィーゲンハイン伯ルートヴィヒ1世が小さなニッダ伯領を相続した。彼の母親メヒチルトが、男系後継者なく死去した最後のニッダ伯ベルトルト2世の唯一生存していた姉妹であったためである。
1234年のツィーゲンハイン伯ゴットフリート4世およびベルトルト1世の文書に、ニッダは初めて "Stadt"（市）と記録されている。1218年と1223年には "villa"（荘園、農村）と記述されていた。
1258年から1311年/1333年までツィーゲンハイン伯領とニッダ伯領は相続に基づき再び分割された。これは、1333年に改めて統合された。ツィーゲンハイン伯ヨハン1世は1311年にニッダ伯エンゲルベルト1世の相続者である娘のルーカルディス（ルイトガルト）と結婚した。1330年にエンゲルベルト1世が死亡した後、1333年まで娘が名目上の領主となった。ヨハン・フォン・ツィーゲンハインは両伯領を1333年にその手に入れた。
1450年にヨハン2世が亡くなり、ツィーゲンハインおよびニッダ伯が断絶した後、ニッダ伯領はヘッセン方伯の領土となった。このため、ヘッセン家は「ニッダ伯」の爵位をその家族名の構成要素の一つにしていた。当時ニッダ伯領に属していたのは、アムト・ニッダ、リスベルク家、フルダ修道院の所領、ブルクハルト裁判区とクラインフェルト裁判区であった。

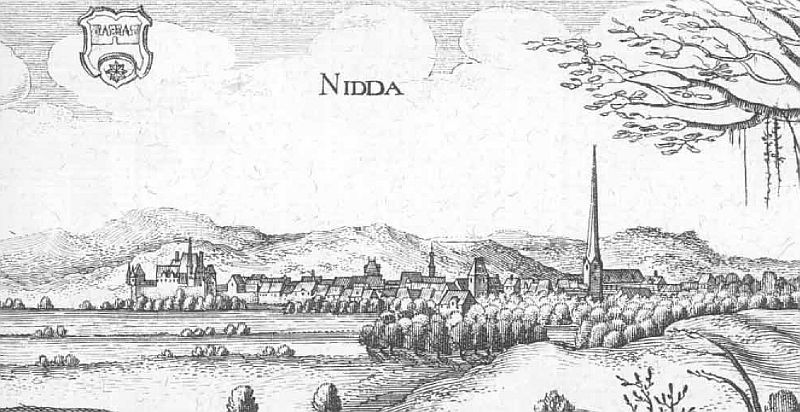
1655年に出版されたマテウス・メーリアンの銅版画に描かれたニッダ

ロマネスク様式の教区教会に、1491年に後期ゴシック様式の教会塔が増築された。この塔は、2012年に屋根の小塔を含め大規模な改築工事がなされた。
1821年にアムトが廃止され、ニッダはラントラーツベツィルク・ニッダの、1830年からニッダ郡の、1848年から1852年まではニッダ県の本部所在地であった。

### 市町村合併
1970年12月1日にそれまで独立した町村であったボルスドルフ、ファウアーバッハ・バイ・ニッダ、ガイス＝ニッダ、ハルプ、コーデン、ミヒェルナウ、オーバー＝ライス、オーバー＝シュミッテン、オーバー＝ヴィッダースハイム、バート・ザルツハウゼン、シュトルンフェルス、ウルファ、ウンター＝シュミッテン、ヴァレルンハウゼンがニッダと合併した。1971年12月31日にはシュヴィッカーツハウゼンがこれに加わった。アイヒェルスドルフとウンター＝ヴィッダースハイム、さらに隣接するフンゲンから人口約 50人の集落が1972年8月1日に合併した。

## 住民

### 宗教
ニッダ市の住民はおもに福音主義の信者である、20世紀の初め、ニッダには約 100人のユダヤ人が住んでいた。その約半数が戦争前に転出し、残った人々はナチスの統制の犠牲となった。2014年2月に、ニッダにおいて彼らを記念する最初のストルパーシュタイン（躓きの石）が設置された。

## 行政

### 市議会
2011年3月27日の選挙以降、ニッダの市議会は 37議席で構成されている。

### 市長
2007年2月25日の市長選挙では、現職のルチア・プットリヒが 64.2 % の票を獲得して当選した。これは彼女にとって 3期目で最後の任期となった。2009年に連邦議会選挙に出馬したためである。2010年3月7日の決選投票でハンス＝ペーター・ゾイムが 62.7 % の票を獲得して新たな市長となった。この選挙の投票率は 55.7 % であった。

### 紋章
紋章の図柄: 黒地で、下部に半円形の弧の中に8本の突起がある星形（ツィーゲンハイン伯家）。その上部に赤い門と窓を持つ銀の城（ニッダ伯家）。
旗: 旗の地色は黒と金に垂直に分割されている。上部1/3の位置に市の紋章が描かれている。この色は、ツィーゲンハイン家とニッダ家の色に由来する。

### 姉妹都市
ニッダ市は、以下の都市と姉妹都市協定を締結している
- クレスト（フランス語版、英語版）（フランス、ドローム県）
- バート・ケーゼン（ドイツ、ザクセン＝アンハルト州、ナウムブルクの市区）
- ヴァイセンシュタイン（ドイツ語版、英語版）（オーストリア、ケルンテン州）
- クローマー（英語版）（イギリス、ノーフォーク）

さらにリトアニアのニダおよびイタリアのサランドラと姉妹都市協定の交渉中である。

## 経済と社会資本

### 経済
森と水が豊かな土地にあることと、その水質から、製紙手工業はニッダで長い伝統を有している。ニッダに現存するいくつかの製紙業者は、この手工業をさらに発展させた近代設備を用いた工業生産者であり、多彩な製品を製造している。これらの企業は、この地域の重要な雇用主となっている。

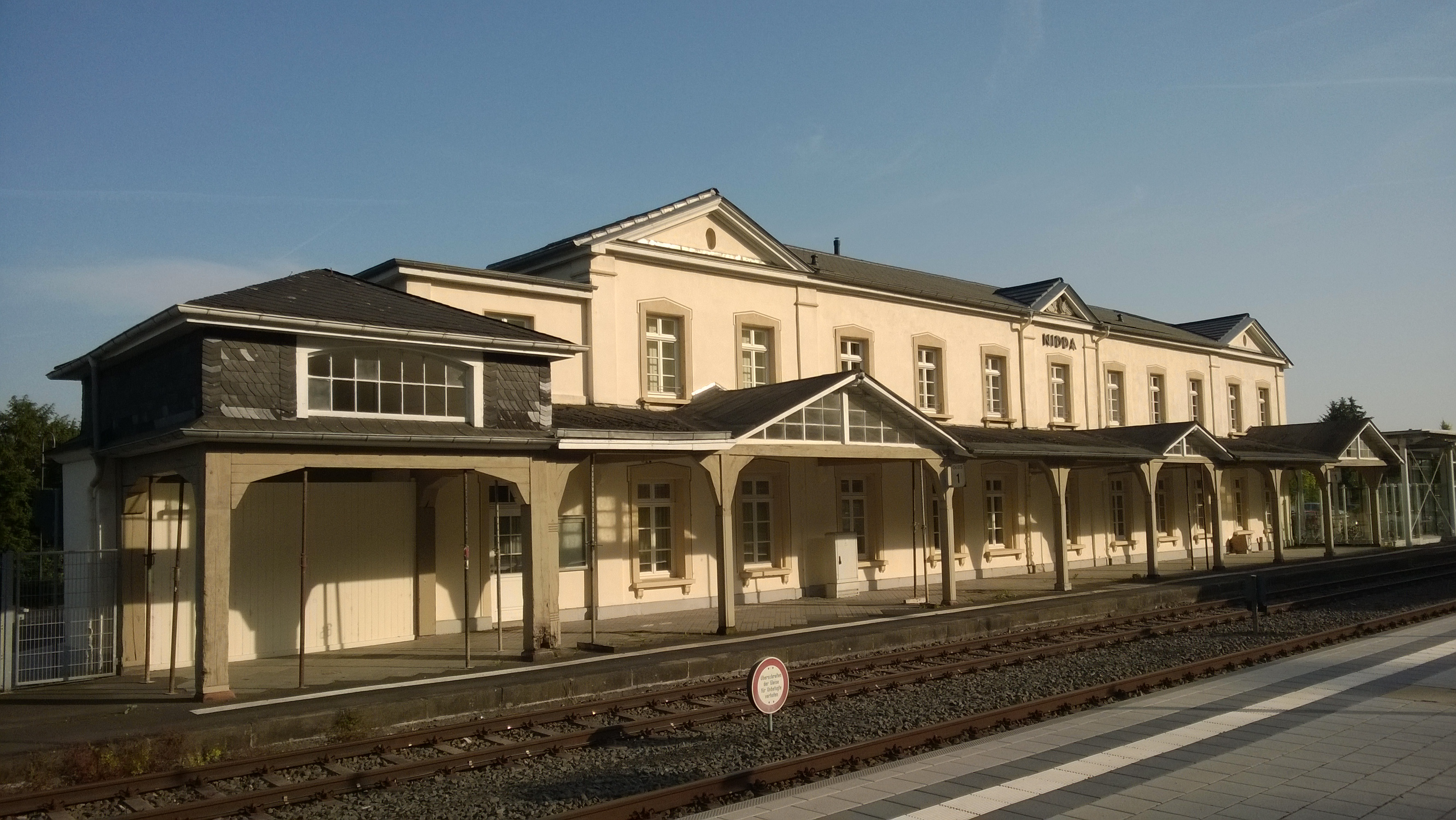
ニッダ駅

### 交通
ニッダは、連邦道 B455号線、B457号線およびラーン＝キンツィヒ鉄道沿いに位置している。この鉄道はギーセンとゲルンハウゼンとを結んでおり、市内にはニッダ市区、ボルスドルフ市区、オーバー＝ヴィッダースハイム市区に駅がある。また、ニッダ駅はフリートベルクへ向かう鉄道路線のターミナル駅でもある。
本市は、ヴェッテラウ郡とともにライン＝マイン交通連盟のサービス地域に属している。
ウンター＝ヴィッダースハイム市区をドイツ・リーメス自転車道が通っている。この自転車道は、オーバーゲルマニッシュ＝レティシャー・リーメス沿いにライン川沿いのバート・ヘニンゲンからドナウ川沿いのレーゲンスブルクまで 818 km 以上を結んでいる。またヘッセン自転車道R4号線がニッダを通っている。この自転車道は「いばら姫からニーベルンゲンへ」をモットーとしている。ネッカー川沿いのヒルシュホルンを起点とし、ヘッセン州を南北に貫いている。ミュムリング川、ニッダ川、シュヴァルム川に沿って、ヴェーザー川沿いのバート・カールスハーフェンに至る。総距離は約 385 km である。

### 教育機関
- ヴェッテラウ郡立ギムナジウム
- オッター＝デンゲス＝シューレ（基礎課程学校）
- 本課程・実科学校
- グドルン＝パウゼヴァング＝シューレ（学習障害者のための学校）
- 職業学校。職業専門課程、専門上級課程を含む
- 幼稚園
- ニッダ市立図書館

### レジャー、スポーツ施設
- ニッダ航空スポーツクラブのニッダ・グライダー飛行場。グライダーとモーターグライダーが使用できる。
- スポーツ広場ヴィクトーリア・ニッダ（芝生広場、砂場は2005年に芝生広場に改修された）
- テニス場（バート・ザルツハウゼン、5面のクレーコート）
- ミニゴルフ（バート・ザルツハウゼン）
- 陸上競技トラック
- 塩水運動浴場（バート・ザルツハウゼン）
- 屋内プールと屋外プール。スイミングプール、飛び込みプール、水泳禁止水浴場、子供用プール、 5 m の飛び込み台 1基、3 m の飛び込み台 1基、1 m の跳び込み板 2基、ビーチボール・コート 2面
- 乗馬クラブ

## 文化と見所

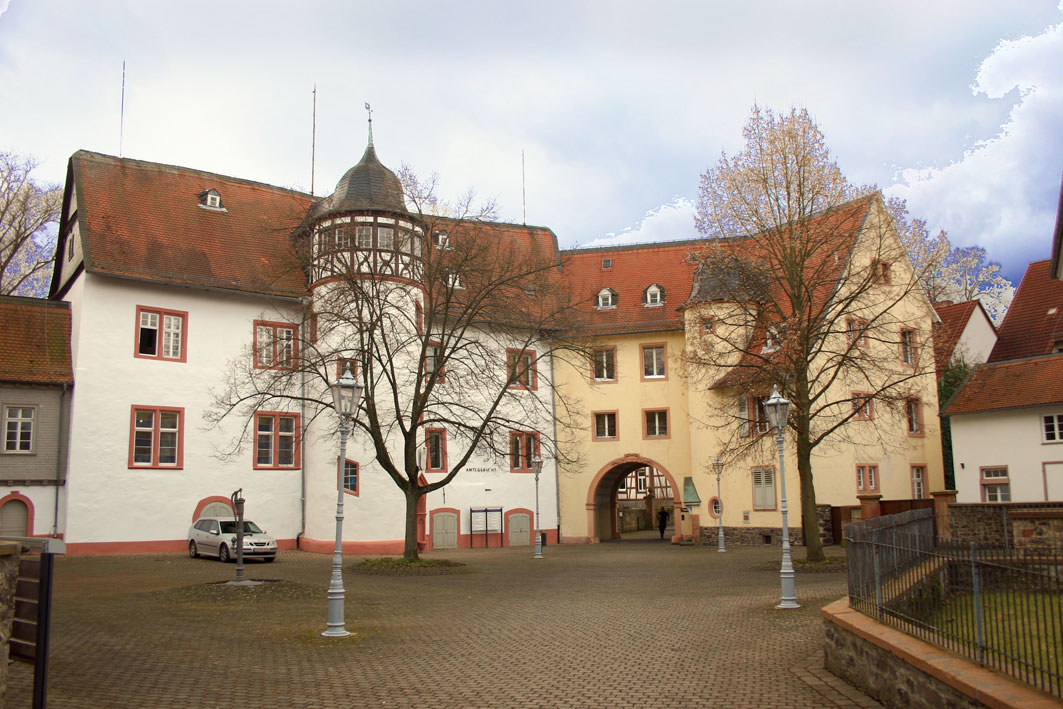
ニッダ城の内庭

### 建造物
- 1650年建造の市場の泉
- 1615年から1618年に建設された市教会、聖霊教会
- 1491年から1492年のヨハニター塔
- ニッダ城、2011年末まで区裁判所として利用された。

- 市場の泉
- 聖霊教会
- ヨハニター塔
- ミュール通りの眺め
- ニッダ川に架かる古い石橋

### 見所
- キントシュタイン。響岩でできたメガリスで、先史時代の祭祀場の証拠である。この岩は、遠方からこの場所に運ばれたとされている。案内板が情報を提供している。

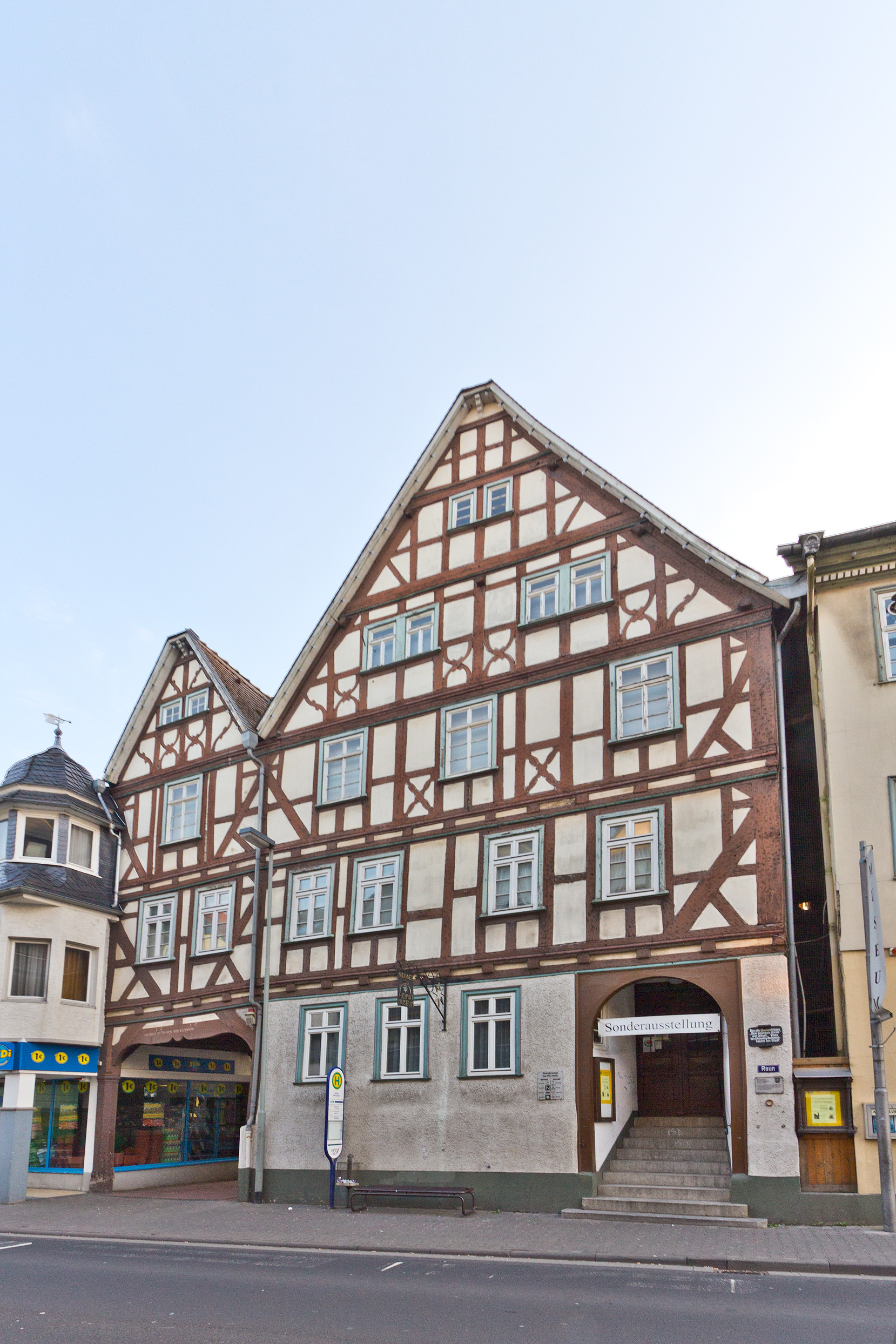
ニッダ郷土博物館

### 博物館
- ボヘミア、モラヴィア、シレジアの教会史研究所[10]
- ニッダ郷土博物館、マルクト広場に面して1632年に建設された特徴的な市のオフィスに入居している[11]。
- ツィンマーマン＝シュトラウス博物館 - ニッダ・ユダヤ博物館[12]
- ニッダ消防博物館[13]

### 年中行事
- ニッダ・エルレーゼン - 文学、芸術、イラスト、著名な作家や俳優による朗読会[14]
- ニッダ・イン・コンサート - 歴史的なパルクザール・ニッダ＝バート・ザルツハウゼンで行われるクラシック・コンサート・シリーズ[15]
- みんなのニッダ・トライアスロン
- スウィングパルク - ジャズ・ミーツ... - 歴史的なパルクザール・ニッダ＝バート・ザルツハウゼンで行われるジャズ・コンサート・シリーズ
- ウンター＝ヴィッダースハイムのキルメス[訳注 1]、6月の第2週末
- ヴァレルンハウゼンのキルメス、7月の第1週末
- オーバー＝ライスのキルメス、8月の最終週末
- 世俗祭
  - 春のマーケット
  - 秋のマーケット
  - マルティーニマーケット
- ニッダのクリスマスマーケット

## 人物

### 出身者
- ヨハネス・ピストリウス（子）（1546年 - 1608年）医師、歴史家、神学者
- カール・ヴィルヘルム・フォン・ヘッセン＝ダルムシュタット（1693年 - 1707年）ヘッセン＝ダルムシュタット方伯家の侯子
- ザーロメ・カンマー（1959年 - ）女優、歌手、チェリスト

### ゆかりの人物
- ヘルマン・フォルク（ドイツ語版、英語版）（1903年 - 1988年）マインツ司教

### 訳注
1. ↑  キルメス (ドイツ語: Kirmes) は教会開基祭を起源とする民俗祭である。